# Metal sinfónico
El metal sinfónico es un subgénero del heavy metal que combina las baterías y guitarras pesadas de este último con instrumentos clásicos, orquestas, coros o voces líricas; es decir, los elementos que se tocan son similares a una sinfonía clásica. Dentro del metal sinfónico es frecuente encontrar voces líricas femeninas bien entrenadas en el canto clásico y temas de ópera o música clásica para dar a la música un sentimiento sinfónico.

## Características musicales
Como género, el metal sinfónico toma la mayor parte de su base del metal gótico temprano, del power metal (gran parte de sus grupos exponentes), del doom metal y de la música clásica.
Las líneas de guitarra y bajo están trabajadas a menudo siguiendo el modelo del metal gótico, es decir, sintetizando otros estilos metálicos de guitarras. Entre los géneros que normalmente se sintetizan así se incluyen el power metal, el death metal y el metal progresivo, a veces con elementos del rock añadidos. El género típicamente combina los elementos de estos géneros con los de la música clásica, creando canciones con un fuerte carácter "sinfónico" y "orquestal".
Las bandas que normalmente usan elementos del rock tienen un acercamiento más simple al género, ofreciendo una versión más fácilmente accesible y extensamente aceptada de la música. Otro elemento típico es el sentido de los sonidos, que normalmente se crean con líneas de guitarra más melódicas, lo que también se encuentra en el power metal. 

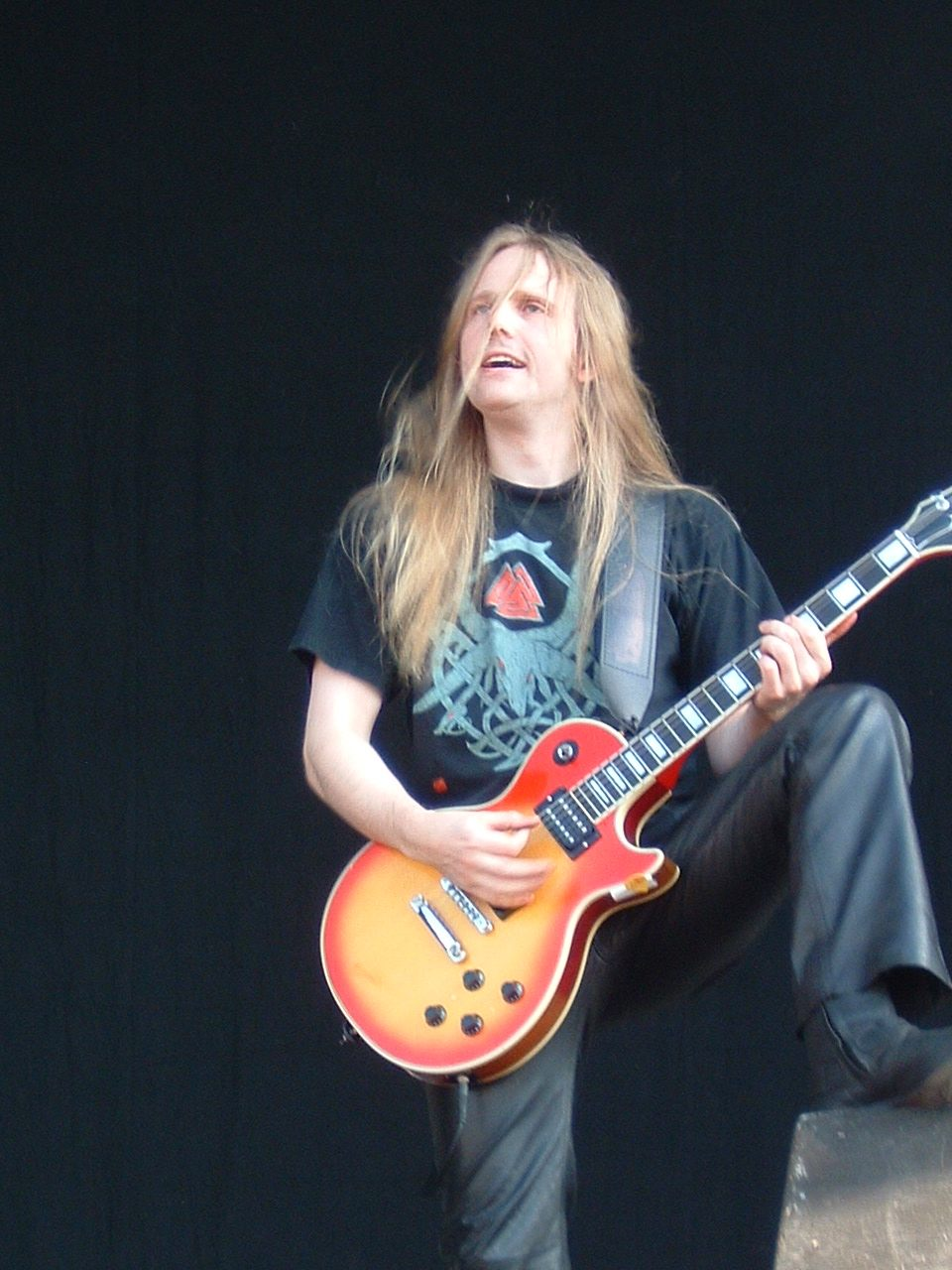
Christofer Johnsson, fundador de Therion.

Los teclados tienen el papel más importante, ya que son el foco en el que se centra el resto de la música. Mientras la mayor parte de los instrumentos interpretan partes de apoyo, los teclados tienden a tener las partes más complejas y difíciles. Los teclados solamente se usan para las partes "clásicas" y "orquestales". A veces, las bandas usan orquestas en vivo para las partes del teclista.
La atmósfera se suele adaptar a la canción, aunque incluso las canciones con temas mórbidos tiendan a mantener un ambiente optimista. La atmósfera la denotan particularmente los teclados y los instrumentos que imitan, a la vez que el resto de instrumentos apoyan el sonido de los teclados.
La letra del metal sinfónico puede cubrir varios temas distintos; pudiendo ir, por influencia del power metal, desde temas de ficción hasta temas de ópera. Al igual que en el metal gótico, la letra suele presentarse en álbumes conceptuales, al estilo de epopeyas.
Las bandas de metal sinfónico suelen tener vocalistas femeninas, que tienden a cantar melodías de soprano en el estilo del canto lírico (normalmente conocido como ópera). A veces, las bandas de metal sinfónico usan a un cantante masculino con voz gutural (principalmente encontrado en el death metal) para apoyar la voz de la vocal femenina, similar a los cantantes duales del metal gótico (estilo conocido como el canto de la bella y la bestia). En las canciones también se encuentran otras formas de voz, pero normalmente solo como efecto dentro de las mismas. Las bandas de metal sinfónico con cantantes masculinos por lo general pertenecen a la categoría de power metal sinfónico.

## Orígenes y evolución

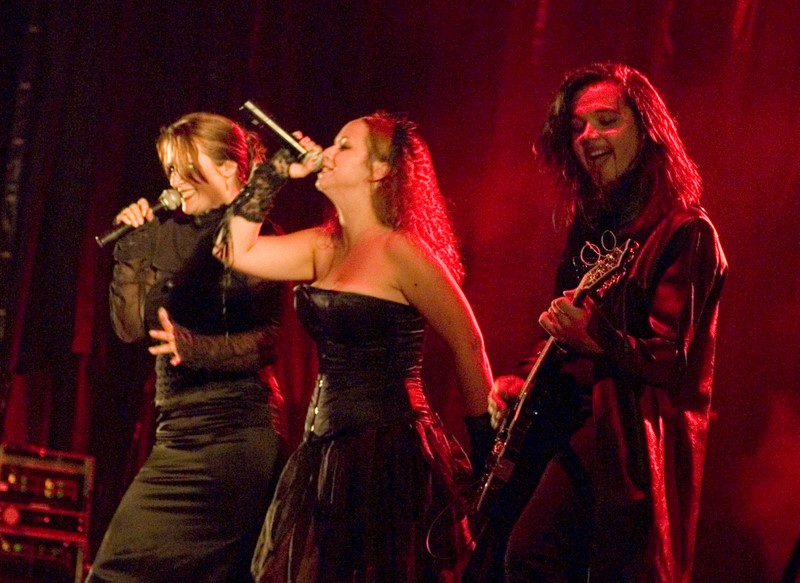
Therion fue el pionero en su género.

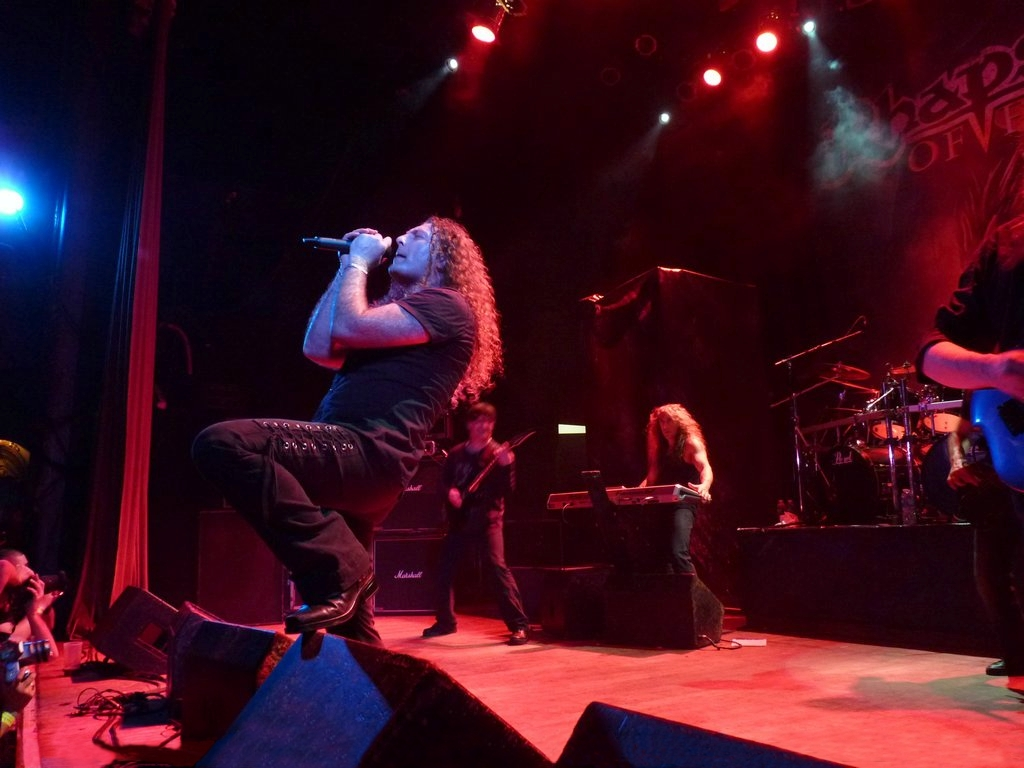
Rhapsody of Fire en Buenos Aires (Argentina), 2010.

Los orígenes más tempranos del metal sinfónico como género comienzan con tempranas bandas en los géneros metal gótico y death metal, que hicieron algún empleo de elementos sinfónicos en su música. 
Dentro del género, el álbum Theli, de la banda sueca Therion, fue el primero en destacar con la incorporación de una orquesta en vivo. Lanzado en 1996, se considera clave en el desarrollo y la evolución del estilo, por lo que muchas bandas del género lo señalan como referencia. 
Therion se encuentra entre las primeras bandas en incorporar elementos de la música clásica a su estilo musical, alejándose cada vez más de sus raíces del death metal y basando su música en torno a los aspectos sinfónicos por los que se hicieron conocidos. 
Por su parte, la banda alemana Rage lanzó el álbum Lingua Mortis a finales de 1995, el cual incluía temas originales de la banda con acompañamiento orquestal en cuya realización participó la Orquesta Sinfónica de Praga. Tanto el álbum Theli de Therion como Lingua Mortis de Rage se consideran las primeras incursiones de bandas de metal junto a orquestas de música clásica. 
En 1993, el grupo japonés X-Japan lanzó su disco Art of Life, grabado con la Orquesta Filarmónica de Londres y cuya única canción (de casi media hora) es la primera prototípica del power metal sinfónico. También en 1993, la banda brasileña Angra lanzó Angels Cry, canción que, si bien no contaba con una orquesta, sí tenía elementos sinfónicos de la música clásica dentro de su propuesta power metal.
En 1997, Haggard, Rhapsody of Fire, Nightwish y Within Temptation realizaron sus primeros álbumes, siguiendo en la tendencia de la naturaleza sinfónica.
Haggard (con raíces en el death metal, al igual que Therion) da a conocer la similar tendencia de estos grupos, el uso de un gran grupo de colaboradores en sus álbumes encargados de los instrumentos clásicos. Hasta el día de hoy, esta banda nos muestra un gran trabajo con tales instrumentos, principalmente violines, además de instrumentos de viento y de viento-metal.
Within Temptation, con la influencia del sintetizador del metal gótico de otros géneros, usó los aspectos más simples de los géneros en su síntesis. Centrando su música en las capacidades de su cantante femenina (Sharon den Adel) y la naturaleza sinfónica de sus teclados, la banda redujo el uso de voz masculina únicamente a los coros. La mayoría de sus baladas son de rock sinfónico, al igual que otras bandas de metal sinfónico como Delain, Leaves Eyes o Sirenia.
Nightwish siguió una tendencia similar, empleando un estilo evocador de power metal y usando a una vocalista femenina, Tarja Turunen, con un registro de soprano lírica, la cual es pionera y dio lugar a que las cantantes líricas formaran parte del mundo del metal y sirviendo como inspiración a cantantes como Simone Simons y Manuela Kraller. Con el tiempo, la banda desarrolló un gran trabajo con los teclados teniendo un carácter sinfónico muy poderoso en sus canciones.
A principios de los 2000, surgió una nueva oleada de metal sinfónico, con muchas bandas realizando álbumes. After Forever, Epica, y Edenbridge sacaron álbumes por esa época, mostrando sobre todo los teclados característicos y la voz femenina (tales bandas tenían una fuerte influencia del metal gótico en sus canciones). También se enfatizaba la naturaleza optimista de la música. El auge de bandas de metal sinfónico también comenzó a tomar más influencia del power metal, que toma prestado de lo lírico la fantasía y los teclados estilizados, parecidos a una epopeya de este género.
En 1995, After Forever se fundó por parte de Mark Jansen y Sander Gommans, al principio con el nombre de Apocalypse. La banda se cambió el nombre tras publicar su primer álbum de estudio (Prison of Desire) en el año 2000. Su estilo oscila entre el metal sinfónico y el metal gótico.
Epica, por su parte, surgió en 2002, fundada por Mark Jansen, exguitarrista de After Forever. La banda se caracteriza por mezclar la voz mezzosoprana de Simone Simons con la gutural de Mark Jansen (perteneciente generalmente al death metal). Su sonido ha ido evolucionando desde un metal gótico sinfónico inicial hasta acercarse al metal progresivo.
Las bandas que tocan principalmente power metal, doom metal, metal gótico o incluso death metal también se han clasificado como metal sinfónico. Mientras que muchos consideran al metal sinfónico un subgénero separado del heavy metal, unos argumentan que esto es un estilo que puede ser de cualquier subgénero de heavy metal. A pesar de todo, el metal sinfónico tiende a ser más popular en zonas donde esos subgéneros están más afianzados, como en Europa. Además, las primeras bandas de metal sinfónico eran de Europa y usaban orquestas europeas en su música.

## Subgéneros del metal sinfónico
Con respecto a otros géneros, el metal sinfónico abarca cualquier banda que haya usado teclado semejante a la música sinfónica, clásica o gótica. El empleo de aspectos sinfónicos en la variación de las formas del metal han estado durante muchos años. Sin embargo, el metal sinfónico se centra en el extenso uso de elementos sinfónicos, mientras que las bandas que los usan como apoyo de temas normalmente se incluyen en otros géneros.

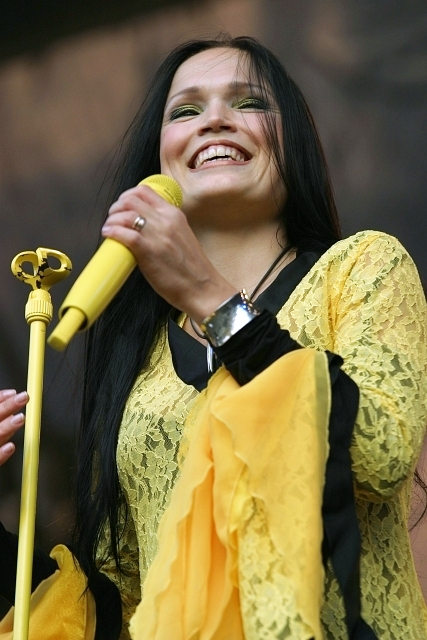
Tarja Turunen, exvocalista de Nightwish

### Power metalsinfónico
El power metal sinfónico se refiere a las bandas de power metal que hacen uso extenso de teclados, instrumentos clásicos, orquestas, coros o voces líricas similares al metal sinfónico. A menudo, tales elementos se usan como elementos claves de la música en comparación con el power metal normal, contribuyendo no solo como capa extra en la música, sino en una variedad mayor de sonido.
A veces, el power metal sinfónico también se considera metal sinfónico, ya que algunos hablan de "power metal sinfónico". Por ejemplo, Avantasia, Rhapsody of Fire, Opera Magna, Dragonland, Luca Turilli y Nightwish destacan elementos más sinfónicos, mientras que Stratovarius, ReinXeed, Twilight Force, Dark Moor o Sonata Arctica destacan más elementos del power metal.

### Metalgótico sinfónico

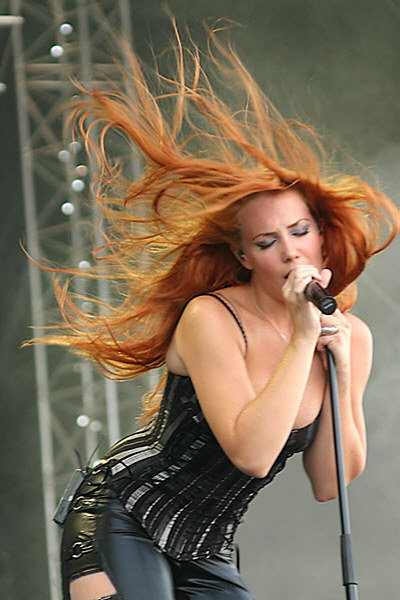
Simone Simons, vocalista de Epica.

Bajo la influencia de bandas de doom metal y metal gótico que crearon o influyeron en la técnica de la "bella y la bestia" (tales como Paradise Lost, Theatre Of Tragedy o The Gathering), así como de otras bandas de metal sinfónico puro con elementos de la subcultura gótica ya mencionadas en este artículo (como Therion, Garmahal y Haggard), nace este subgénero que es prácticamente una fusión de elementos.

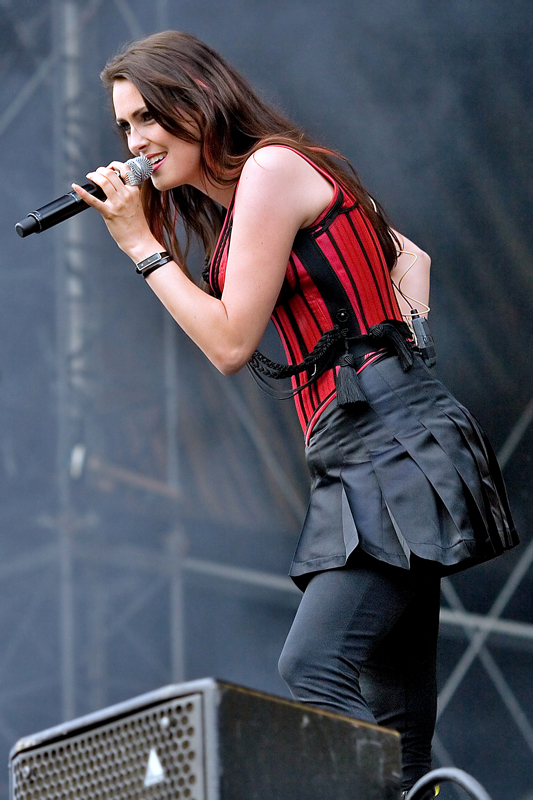
Sharon Den Adel, vocalista de Within Temptation.

Algunos de los primeros exponentes son The Sins Of Thy Beloved, Tristania o Within Temptation en sus primeros álbumes, donde hacían uso de la técnica vocal de "la bella y la bestia", consistente en una vocalista femenina de voz angelical o soprano y una segunda voz gutural, generalmente la del guitarrista de la banda. 
Otros grupos de metal gótico sinfónico que han tenido repercusión son After Forever, Epica, Xandria o Elis, entre otros muchos. Esto ocurre en Europa mientras que en Asia, específicamente en Japón, en 2997, surge Versailles ~Philharmonic Quintet~, que combina el power metal sinfónico con el visual kei, estilo a veces relacionado con lo gótico por la estética.
Se tiende a clasificar erróneamente a bandas como Nightwish o Epica en este subgénero, en parte quizás por vincularlas con Within Temptation en una época en la que este último grupo se centró más en el metal sinfónico, abandonando la influencia del metal gótico en algunos momentos de su carrera. 
Este subgénero ha creado un cliché en el metal gótico que hace que este último se haya tergiversado de forma popular, confundiéndolo con el metal sinfónico. Lo mismo ocurre con los álbumes solistas de Tarja Turunen: My Winter Storm contiene temas propios del género como I Walk Alone, My Little Phoenix y Die Alive, siendo las baladas de rock sinfónico, al igual que las de bandas como Within Temptation o Lacrimosa.
El estilo de estas bandas es un metal sinfónico con influencias del power metal de Helloween o Stratovarius; otro ejemplo es el álbum Oceanborn de Nightwish.
- Datos: Q486415
- Multimedia: Symphonic metal / Q486415